# HJK Helsinki
Helsingin Jalkapalloklubi (ili kraće HJK) je finski nogometni klub iz Helsinkija.
HJK je osnovao 19. lipnja 1907. godine Fredrik Wathen. HJK je jedan od najuspješnijih finskih nogometnih klubova. Do sada su ukupno osvojili čak 33 finska prvenstva, dok im je u europskim natjecanjima najveći uspjeh plasman u skupine Lige prvaka sezone 1998./99.
Godine 1972. se iz kluba izdvojila hokejaška momčad u novi klub Helsingin Jääkiekkoklubi. 

## Poznati bivši igrači
- Mikael Forssell
- Toni Kallio
- Shefki Kuqi
- Jari Litmanen

## Naslovi

### Domaći
- Finsko nogometno prvenstvo

- Prvak (33): 1911., 1912., 1917., 1918., 1919., 1923., 1925., 1936., 1938., 1964., 1973., 1978., 1981., 1985., 1987., 1988., 1990., 1992., 1997., 2002., 2003., 2009., 2010., 2011., 2012., 2013., 2014., 2017., 2018., 2020., 2021., 2022., 2023.
- Doprvak (14): 1921., 1933., 1937., 1939., 1956., 1965., 1966., 1982., 1983., 1999., 2001., 2005., 2006., 2016.

- Finski nogometni kup

- Prvak (14): 1966., 1981., 1984., 1993., 1996., 1998., 2000., 2003., 2006., 2008., 2011., 2014., 2016./17., 2020.
- Doprvak (6): 1975., 1985., 1990., 1994., 2010., 2021.

- Finski nogometni liga kup

- Prvak (6): 1994., 1996., 1997., 1998., 2015., 2023.

## Vanjske poveznice
- Službena stranica